# New Car
"New Car" é o oitavo episódio da segunda temporada da série de televisão americana The Americans, e o 21º episódio geral da mesma. Foi exibido originalmente pela FX, nos Estados Unidos, em 16 de abril de 2014.

## Enredo
Philip e Henry vão a uma concessionária para ver carros novos e acabam comprando um Camaro Z-28. Elizabeth não está satisfeita com a compra. Philip mantém-se firme e fala sobre seu prazer pelo modo de vida americana, mas ela responde que está aqui para fazer um trabalho e que a vida na América é mais fácil, não melhor. Martha sugere que ela não quer mais espionar seus colegas de trabalho. Philip planeja fazer uma gravação de seus colegas de trabalho zombando de sua aparência. Mas a aparição surpresa em seu apartamento é o suficiente para ele mudar de ideia. Lucia faz uma emboscada para Larrick em sua casa, com uma arma tranquilizante, mas seu plano sai pela culatra quando o mesmo a domina e atira nela com seu próprio tranquilizante.
Larrick chama Elizabeth, revelando que Lúcia está amarrada. Eles negociam a vida de Lucia pela libertação de Larrick do controle da KGB. No entanto, quando ele a desata, ela ataca, mas é interrompida por um estrangulamento. Enquanto Lucia lentamente é estrangulada até a morte, Elizabeth aponta sua arma para Larrick, que a lembra da missão. Forçada a escolher entre salvar Lucia ou salvar a missão, ela escolhe a missão. Philip se encontra com Kate. Ela o instrui a roubar informações sobre o programa secreto dos Estados Unidos. A mesma também informa a ele que o plano anterior é defeituoso, fazendo com que um submarino soviético afundasse e todos os 160 homens morressem. Philip e Elizabeth estão desassossegados para aprender as novidades.
Henry é pego pelos vizinhos quando ele adormece no sofá depois de jogar videogame. Os vizinhos o levam de volta a Philip e Elizabeth sem chamar a polícia. Depois do casal conversar com Henry, o mesmo admiti seu erro dizendo que ele é uma boa pessoa, que "sabe a diferença entre certo e errado". Stan dá a Oleg o diário de vigilância do FBI e não consegue que ele garanta a segurança de Nina. Nina mais tarde confronta Stan, percebendo que ela convenceu-o quando ele promete mantê-la segura, não importa o que aconteça. Stan fica frustrado quando o FBI e o DoJ se recusam a conceder-lhe acesso à pesquisa de Anton. Mais tarde, ele se encontra com um oficial do Departamento de Defesa tentando obter autorização.
Arkady está preocupado com o sobrinho na marinha, devido ao afundamento do submarino e está chateado que a KGB tenha falhado no país. Oleg supõe que a marinha também é responsável por colocar a hélice em um submarino maior e não testá-lo adequadamente. Philip e Elizabeth sequestram um motorista que atende o sistema séptico da base de Águia Marcial e o questiona sobre sua rotina. Philip se recusa a matar o homem apesar do desacordo de Elizabeth.

## Produção
O episódio foi escrito por Peter Ackerman e dirigido por John Dahl.

## Recepção
O episódio foi assistido por 1,39 milhões de telespectadores, de acordo com as classificações da Nielsen. As avaliações foram positivas. O The A.V. Club deu ao mesmo um A. Alan Sepinwall, da Hitfix, avaliou-o de forma positiva e afirmou que as "emoções predominantes são desespero e frustração quando outras pessoas não acreditam tão profundamente quanto você nas coisas que você acha importante, e que, mesmo quando o fazem, só a crença pode evitar uma grande tragédia." A IGN classificou "New Car" com 9/10 e o chamou de "Incrível".